# Gompholobium scabrum
Gompholobium scabrum är en ärtväxtart som beskrevs av James Edward Smith. Gompholobium scabrum ingår i släktet Gompholobium och familjen ärtväxter. Inga underarter finns listade i Catalogue of Life.